# Proutista fenestrata
Proutista fenestrata är en insektsart som först beskrevs av Bierman 1910.  Proutista fenestrata ingår i släktet Proutista och familjen Derbidae. Inga underarter finns listade i Catalogue of Life.